# Gmina Kärla
Gmina  (est. Kärla vald) – gmina wiejska w Estonii, w prowincji Sarema.
W skład gminy wchodzą:
- 1 okręg miejski: Kärla
- 22 wsie: Anepesa, Arandi, Hirmuste, Jõempa, Kandla, Karida, Kirikuküla, Kogula, Kulli, Kuuse, Käesla, Kõrkküla, Mätasselja, Mõnnuste, Nõmpa, Paevere, Paiküla, Sauvere, Sõmera, Ulje, Vendise, Vennati